# Harpiniopsis triplex
Harpiniopsis triplex är en kräftdjursart som beskrevs av J. L. Barnard 1971. Harpiniopsis triplex ingår i släktet Harpiniopsis och familjen Phoxocephalidae. Inga underarter finns listade i Catalogue of Life.